# Avro Canada Orenda
Avro Canada TR.5 Orenda byl první proudový motor vyráběný Gas Turbine Division, což byla součást společnosti Avro Canada. Motor se podobal jiným raným proudovým motorům své doby, jako byl Rolls-Royce Avon nebo General Electric J47, nicméně ve většině parametrů tyto soudobé motory překonával. Stíhačky Canadair Sabre poháněné motory Orenda patřily k nejrychlejším proudovým stíhacím strojům první generace. Během 50. let 20. století bylo vyrobeno více než 4 000 motorů Orenda v několika variantách, což byl největší úspěch společnosti Avro na tomto poli.

## Vývoj
Projektování motoru Orenda bylo zahájeno v létě 1946, když Royal Canadian Air Force (dále jen RCAF) objednalo u společnosti Avro Canada nový noční stíhací letoun do každého počasí. Společnost Avro se v souvislosti s projektem rozhodla pro vývoj vlastních motorů. Avro totiž před časem koupilo bývalou státní laboratoř pro vývoj proudového pohonu s názvem Turbo Research založený v Leaside u Toronta.
Společnost Turbo Research byla právě uprostřed práce na svém prvním proudovém motoru s názvem TR.4 Chinook s tahem 13 kN, který mohl být snadno zvětšen pro použití na nové stíhačce. Bylo rozhodnuto, že práce na motoru Chinook budou i nadále pokračovat, aby byly získány patřičné zkušenosti s konstrukcí proudových motorů, ačkoliv firma neměla v plánu tyto motory dále vyrábět.
Jak práce na motoru Chinook pokračovaly, Avro přejmenovalo společnost na Gas Turbine Division, která zahájila práce na větším motoru s tahem 27 kN. Ten byl potřeba ke splnění kontraktu na nový letoun pro RCAF. Konstruktér Winnett Boyd zahájil podrobné projektování motoru na podzim 1946, přičemž formální objednávku obdržel v dubnu 1947. Jedinou podstatnou změnou oproti motoru Chinook bylo přidání desátého stupně kompresoru z nerezavějící oceli a změna materiálu třetího stupně z hliníkového na ocelový. Práce na projektu byly dokončeny 15. ledna 1948, právě před prvním spuštěním motoru Chinook 17. března 1948. Během projektování byla oslovena britská společnost Lucas Industries, aby pomohla s návrhem spalovacích komor, což vedlo k mírnému zpoždění. Výsledkem bylo doporučení použít delší spalovací komoru než byla původně navržena. Bylo rozhodnuto pojmenovat motor TR.5 jménem „Orenda“, což je irokézské slovo znamenající „Duše kmene na správné cestě“.
Vzhledem ke zkušenostem s motorem Chinook, který měl mnoho podobných součástí, byl vývoj motoru Orenda velice rychlý. Díly začaly přicházet v průběhu roku 1948 a motor byl posléze připraven na první rozběh 8. února 1949. Společnost Avro si byla natolik jistá novým návrhem, že na první zkoušku pozvala vysoké činitele RCAF i kanadské vlády. Zkouška proběhla bez problémů po odstranění drobného problému s elektroinstalací. Během dvou měsíců zkoušek motor běžel již více než 100 hodin a 10. května 1949 dosáhl projektovaného tahu 27 kN. V té době se jednalo o nejvýkonnější proudový motor na světě, ačkoliv jeho prvenství již další rok překonal motor Rolls-Royce Avon RA.3.
1. července běh motoru překročil 500 hodin a běžel dalších 477 hodin, než potřeboval opravu. Totiž v září, když se blížil k 1 000 hodinám běhu, motor nasál plášť jednoho z techniků se sadou holicích čepelek v kapse. Od té doby byly při testování motoru používány kovové kroužky, které měly motor chránit před nasátím cizího předmětu. Po opravě poškozeného motoru testování pokračovalo, nyní již na dvou vyrobených motorech Orenda 1. Společně překročily 10. února 1950 běh v délce 2 000 hodin. V této fázi se projevily únavové trhliny na sedmém a osmém stupni kompresoru a bylo zjevné, že tato část motoru musí být podstatně zesílena. Po vyřešení tohoto problému motory překročily v červenci 3 000 hodin běhu.
Letové testy byly zahájeny na upraveném letounu Avro Lancaster č. FM209, který byl jedním z mnoha letounů verze Mk.10 vyrobených během válečných let. Dva vnější motory Merlin byly nahrazeny motory Orenda, a takto upravený letoun poprvé vzlétnul 10. července 1950. Zkušební piloti společnosti Avro měli velkou legraci ze skutečnosti, že při zkušebních letech přes jezero Ontario směrem k americkému Buffalu velice snadno unikali stíhačkám Republic P-47 Thunderbolt letecké národní gardy Spojených států, které byly obvykle vyslány na obhlídku. Při jednom z incidentů na letecké show došlo vlivem omylu k vypnutí všech motorů. Ale rychlý start motorů Orenda umožnil záchranu letounu. V červenci 1954 letoun dosáhl 500 letových hodin, čímž byla tato část zkoušek ukončena. Letoun byl nakonec zničen při požáru hangáru 24. července 1956.

## Výroba
Verze Orenda 2 byla prvním skutečně výrobním modelem motoru, která prošla zkouškami v únoru 1952. Na této verzi se také projevily trhliny na devátém stupni kompresoru a ten musel být zesílen, podobně jako u předchozího modelu. Dokonce ještě předtím, než byl schválen, byl motor namontován do letounu CF-100, s kterým poprvé vzlétnul 20. června 1952. Na letounech verze Mk.2 vstoupil do služby u RCAF 17. října 1952. Motor Orenda 3 byl podobný, ale měl oproti předchozím celou řadu úprav, které umožňovaly namontovat jej do letounu Sabre Mk.3 namísto motorů J47. Jeden z vyrobených motorů byl odeslán do společnosti North American Aviation.
Prvním opravdovým sériovým motorem byl model Orenda 8, který poháněl letouny CF-100 Mk.3. Tento model poprvé vzlétnul v září 1952 a vstoupil do služby v roce 1953. Tento model byl brzy následován verzí Orenda 9 pro pohon letounů CF-100 Mk.4, který poprvé vzlétnul 11. října 1952. Poté byly na raketami vyzbrojené letouny verze Mk.4A montovány motory Orenda 11 s tahem 33 kN. Motor Orenda 11 vyžadoval větší průtok vzduchu motorem, a proto byl vybaven novým výkonnějším kompresorem. Orenda 11 byl hlavním sériovým typem vyráběným pro verze letounů CF-100 od Mk.4A výše. Celkem bylo vyrobeno více než 1 000 motorů.
Zatímco práce na letounu CF-100 pokračovaly, RCAF také zahájilo výběr nového denního stíhacího letounu a nakonec zvolilo letoun Sabre. Jeden letoun Sabre Mk.3 byl postaven s motorem Orenda 3 s nímž dosahoval podobných výkonů jako stroje Spojených států. Výroba dále pokračovala letouny Sabre Mk.5 s motorem Orenda 10 a poté Sabre Mk.6 s motorem odvozeným od typu Orenda 11 s tahem 32,36 kN s názvem Orenda 14. Výsledkem bylo, že kanadské letouny Sabre byly lehčí a výkonnější než jejich americké vzory poháněné motory J47, a také proto stanovily několik rychlostních leteckých rekordů. Snad nejpozoruhodnější z nich byl nadzvukový let pilotky Jacqueline Cochran na jejím osobním letounu Sabre Mk.3, který jí společnost Canadair zapůjčila pro její úsilí na poli letectví. Společnost Canadair postavila 1 815 letounů Sabre, z nich bylo 937 poháněno motory Orenda. Několik kusů, například jeden u společnosti Boeing, sloužilo i v 70. letech 20. století.
Tento motor byl natolik úspěšný, že společnost Hawker Siddeley přejmenovala během reorganizace v roce 1955 divizi Gas Turbine Division na Orenda Engines.
V roce 1953 bylo plánováno spojení motorů Orenda s motory s tahem 44 kN pod jménem Waconda.

## Popis
Proudové motory Orenda měly klasické složení, které se skládalo ze třech hlavních částí – kompresoru, spalovací komory a turbíny/trysky.
Vpředu byla kompresorová část, která obsahovala desetistupňový kompresor umístěný v zužujícím se těle motoru ze slitin hořčíku. V přední části před kompresorem uprostřed nasávacího otvoru se nacházel výrazný kuželový kryt, který obsahoval přední hlavní ložisko. V kuželu byl také ukryt elektrický startér, který po spuštění motoru sloužil jako generátor elektrické energie. Motory používané na letounech CF-100 také využívaly unikátní kanadský vynález – vstřikování alkoholu do vstupu motoru jako rozmrazovací systém. Letouny CF-100 měly také na vstupu namontovánu ochranné síto, jak už bylo zmíněno dříve.
Axiální kompresor měl deset stupňů vyrobených zčásti z oceli a zčásti z hliníku. Původní motory Orenda 8, 9 a 10 pracovaly s kompresním poměrem 5,5:1, v porovnání s 3,5:1 oproti válečným proudovým motorům. Náboj kompresoru se skládal ze tří hliníkových disků, které nesly prvních 9 stupňů kompresoru a ocelového kotouče, který nesl desátý stupeň. Středové pouzdro nesoucí hnací hřídel bylo vyrobeno z hořčíkové slitiny. Kolem něho se nacházelo šest spalovacích komor. Turbína byla vyrobena z lopatek vyrobených z materiálu Inconel. Lopatky byly chlazené stlačeným vzduchem od pátého stupně kompresoru, který byl veden šesticí trubek mezi spalovacími komorami. Tryska byla vyrobena ze svařovaného ocelového plechu.

## Varianty

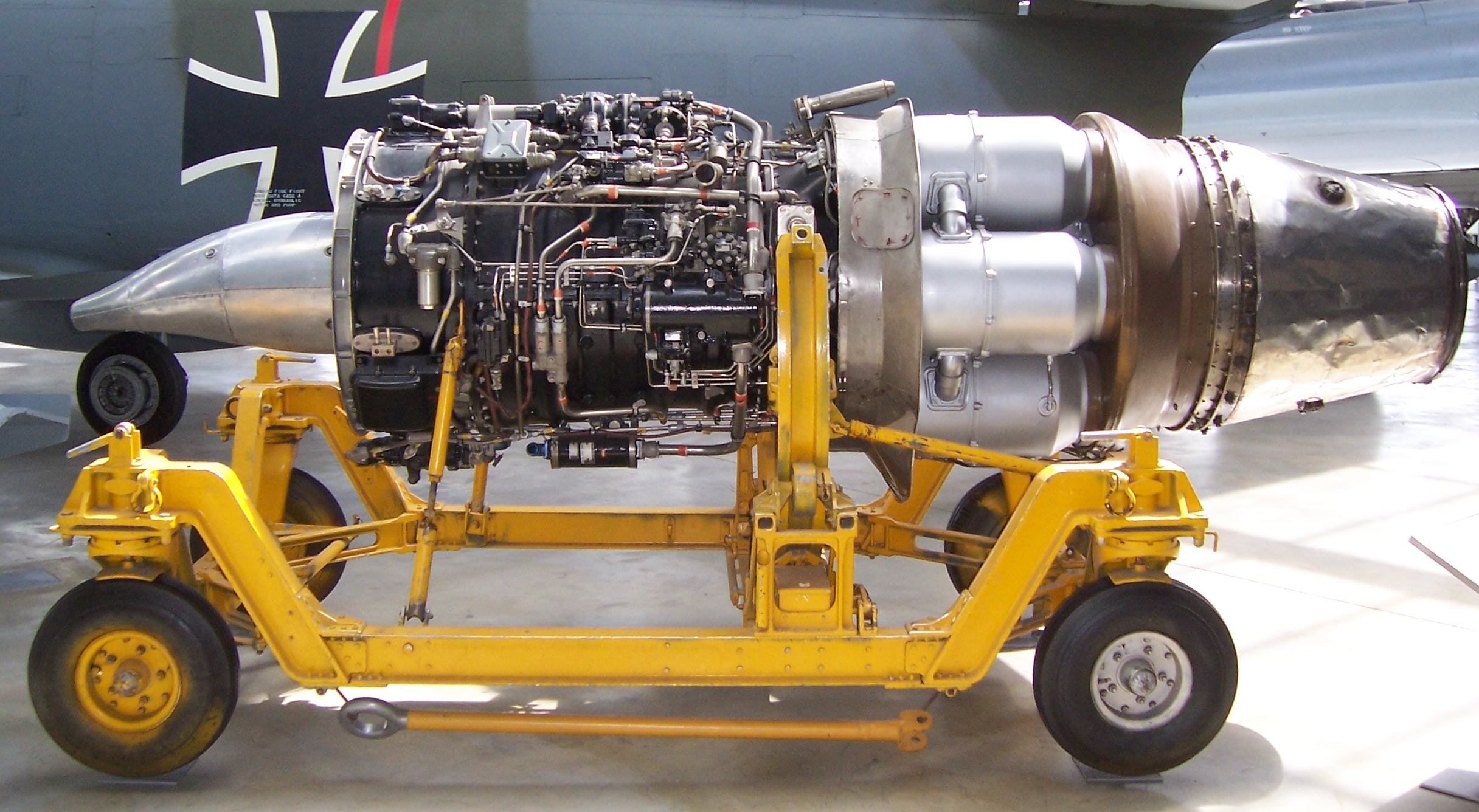
Orenda 14

- Orenda 1 – původní prototyp, tah 27 kN
- Orenda 2 – první sériová verze
- Orenda 3 – verze upravená pro letouny Sabre
- Orenda 8 – motor s vylepšenou spolehlivostí, tah 27 kN
- Orenda 9 – vylepšený tah na 29 kN
- Orenda 10 – motory Orenda 9 upravené pro použití na letounech Sabre
- Orenda 11 – hlavní výrobní varianta pro letouny CF-100 s tahem 33 kN
- Orenda 14 – podobné motorům Orenda 11 s tahem 32,36 kN, používané na letounech CF-100 i Sabre
- Orenda 17 – motor kombinující kompresor z motoru Orenda 9 a turbínu z motoru Orenda 11 v kombinaci s přídavným spalováním – tah 37,8 kN

## Použití
- Canadair Sabre
- Avro Canada CF-100 Canuck

## Specifikace (Orenda 9)
Data pocházejí z časopisu „Flight, 4. září 1953“.

### Technické údaje
- Typ: proudový motor
- Délka: 3,07 m
- Průměr: 1,07 m
- Hmotnost: 1 200 kg

### Součásti motoru
- Kompresor: axiální desetistupňový
- Spalovací komora: 6 spalovacích komor
- Turbína: jednostupňová

### Výkony
- Maximální tah: 29 kN při 7 800 otáčkách za minutu
- Celkový kompresní poměr: 5,5:1